# Avondale, Arizona
Avondale je grad u američkoj saveznoj državi Arizona. Prema popisu stanovništva iz 2010. u njemu je živjelo 76,238 stanovnika.